# Ignace Feuerlicht
Ignace Feuerlicht (* 8. August 1907 in Österreich; † 18. Juni 1994 in New York City) war ein US-amerikanischer Germanist und Literaturhistoriker österreichischer Herkunft.

## Leben
Feuerlicht studierte von 1930 bis 1931 an der Universität Lyon. 1932 wurde er an der Universität Wien zum Dr. phil. promoviert. Weitere Studien führten ihn an die Columbia University in New York City, die New York University und die Nationale Autonome Universität von Mexiko in Mexiko-Stadt. Von 1932 bis 1938 lehrte er Französisch und Deutsch an einem Realgymnasium in Wien und von 1938 bis 1939 war er Deutschlehrer an der École normale supérieure in Seine. Von 1943 bis 1946 war er Lehrer in New York und New Jersey. Von 1946 bis 1947 war er dann Assistant Professor für Deutsch am Sampson Community College und von 1947 bis 1957 an der State University of New York in New Paltz. 1957 wurde er dann Professor für Deutsch und Französisch. Er veröffentlichte u. a. in The German Quarterly und Modern Language Quarterly und forschte und publizierte zu Thomas Mann.

## Schriften (Auswahl)
- Thomas Mann und die Grenzen des Ich. C. Winter, Heidelberg 1966.
- Vom Ursprung der Minne. In: Rudolf Baehr (Hrsg.): Der provenzalische Minnesang. Ein Querschnitt durch die neuere Forschungsdiskussion. Wissenschaftliche Buchgesellschaft, Darmstadt 1967, S. 263–302.
- Thomas Mann. Twayne Publishers, New York 1968.
- Alienation. From the Past to the Future. Greenwood Press, Westport 1978.